# Tonneins

Tonneins este o comună în departamentul Lot-et-Garonne din sud-vestul Franței. În 2009 avea o populație de 9.063 de locuitori.

## Evoluția populației
| An        | 1975  | 1982  | 1990  | 1999  | 2006  | 2009  |
| --------- | ----- | ----- | ----- | ----- | ----- | ----- |
| Populație | 9.127 | 9.141 | 9.334 | 9.041 | 9.141 | 9.063 |

## Personalități născute aici
- Marouane Chamakh (n. 1984), fotbalist.